# Ortodox patriark av Antiokia
Den ortodoxe patriarken av Antiokia leder Antiokias kyrka, en östligt ortodox kyrka.

## Historia
Det gamla Antiokia-patriarkatet härrörde från kristendomens äldsta tid, och grundandet av lokalkyrkan i Antiokia nämns i Apostlagärningarna i Nya Testamentet. Från och med år 518 splittrades Antiokia-patriarkatet i två kyrkor, Antiokias kyrka och Syrisk-ortodoxa kyrkan. Det finns sedan dess flera kyrkoledare som gör anspråk på titeln.

## Nuvarande innehavare
Den nuvarande ortodoxe patriarken av Antiokia är Johannes X av Antiokia, med säte i Damaskus. Han efterträdde Ignatius IV 2012.